# New Mexico
För andra betydelser, se New Mexico (olika betydelser).
New Mexico (spanska Nuevo México, efter aztekguden Mexitli), Nya Mexiko, är en amerikansk delstat i sydvästra USA. New Mexico tillträdde unionen den 6 januari 1912 som den 47:e delstaten, den näst sista av de angränsande delstaterna, före Arizona som anslöt sig till unionen den 14 februari 1912. New Mexico är den till ytan femte största, den 36:e folkrikaste och femte minst tätbefolkade av USA:s 50 delstater. Av USA:s delstater har New Mexico den högsta andelen latinamerikaner; staten har också den näst högsta andelen ursprungsbefolkning i USA efter Alaska och det fjärde högsta totala antalet ursprungsbefolkning i USA efter Kalifornien, Oklahoma och Arizona. Huvudstad är Santa Fe och största stad är Albuquerque.

## Historia

### Nya Spanien
Under mitten av 1500-talet utforskades hela dagens sydvästra Förenta staterna av spanska conquistadorer i jakt på guld. Området längs övre Rio Grande började koloniseras 1598 och kom att kallas Nuevo Méjico. De första spanska bosättningarna ägde rum i de bördiga dalarna norr om Santa Fe, vilken grundades som provinsen Santa Fe de Nuevo Mexico huvudstad 1610. När spanjorerna kom fanns det totalt runt 300 byar och städer befolkade av puebloindianer. Spanjorernas sjukdomar och ibland övervåld mot urinvånarna decimerade snart dessas antal mycket kraftigt. Spanjorerna försökte lära puebloindianerna kristendomen, men då de fann sin egen tro bättre, kuvades de till underkastelse med svärdets hjälp; de kom och byggde sina byar, städer, rancher och kyrkor. I varje puebloby uppfördes en missionskyrka. Indianerna fick spanska namn och antog med tiden katolicismen. Spanjorerna hade gjort landet till sitt och kallat det för Nuevo Méjico. Med tiden blandade sig spanjorerna och puebloindianerna och det blandfolk som växte fram kallade sig för nuevo méjicanos.
Trots motgångar – indianuppror och ständiga räder från de nomadiserande stammarna i regionens periferier – kom kolonin att blomstra och växa genom huvudsakligen egen befolkningstillväxt. Bosättningarna i Nuevo Méjico låg i norra delen av nuvarande delstaten New Mexico vid övre Rio Grande och låg således långt norr om de andra spanska bosättningarna som slutade vid El Paso. Nuevo Méjico var egentligen aldrig en del av Mexiko utan en ”ö” norr om moderlandet. Alla resor söderut till El Paso och egentliga Mexiko var tvungna att företas längs Camino Real genom land som tillhörde de fientliga apacherna.
Provinsens huvudnäring var fåravel och hundratusentals får drevs söderut till marknaderna varje år. Handelskaravaner färdades norrut till marknaderna i Santa Fe och Taos i norra Nuevo Méjico. Provinsens befolkning var till största delen självförsörjande jordbrukare som levde i byar och brukade och ägde marken kring dem kollektivt. Även stadsbefolkningen försörjde sig till stor del på jordbruk kring städerna.

### Republiken Mexiko
Spanien försvagades i och med Napoleonkriget och kunde inte längre hålla kvar sina frihetssträvande kolonier på andra sidan havet. År 1821 blev Mexiko ett självständigt kejsardöme under Agustín de Iturbide, men general Antonio López de Santa Anna störtade kejsaren och proklamerade den mexikanska republiken tre år senare och Mexiko antog sin första konstitution 1824.
Banden med Mexico City var svaga och svala; 1837 gjorde invånarna i norra delen av provinsen Nuevo Méjico uppror mot centralregeringen men detta uppror slogs snart ned. Bristen på beskydd mot apache- och comancheindianer, som gjorde allt djärvare och talrikare räder, djupt in i regionen ledde till att många längtade efter en ny regim. Blickarna riktades mot Förenta staterna, med vilket mer handel skedde över Santa Fe Trail än med själva Mexiko. Ekonomiskt höll redan amerikanarna på att ta över Nuevo Méjico.

### USA
Mexikansk–amerikanska kriget bröt ut 1846 som en följd av Förenta staternas annektering av republiken Texas, vars självständighet inte erkändes av Mexiko. Förenta staternas seger blev förkrossande; två år senare hade amerikanska trupper ockuperat hela Mexiko och tvingat landet att avträda halva sin yta, hela sin norra del, till Förenta staterna. Mexiko förlorade allt sitt land från Texas till Kalifornien. Enligt fredsavtalet skulle alla mexikaner som bodde kvar i de ockuperade områdena automatiskt erhålla amerikanskt medborgarskap i och med utgången av år 1848. Allt privat jordägande med mera skulle respekteras och befolkningen var garanterad att få behålla sitt språk och sin kulturella särart.
Nuevo Méjico, främst längs Rio Grandes dalgång, var forna norra Mexikos mest tättbefolkade område. I andra delar av de erövrade territorierna blev de inflyttande angloamerikanerna snabbt i majoritet, särskilt i norra och centrala Kalifornien. Utvecklingen i New Mexico var emellertid en annan. Länge förändrades föga i Nuevo Méjico, mer än att namnet ändrades till engelskans New Mexico; styret var fortsatt huvudsakligen inhemskt spanskamerikanskt.
New Mexico blev ett eget territorium 1850 och omfattade då ett betydligt större område. Från detta avsöndrades 1861 Colorado och 1863 Arizona. År 1912 blev New Mexico en egen stat.

## Större städer

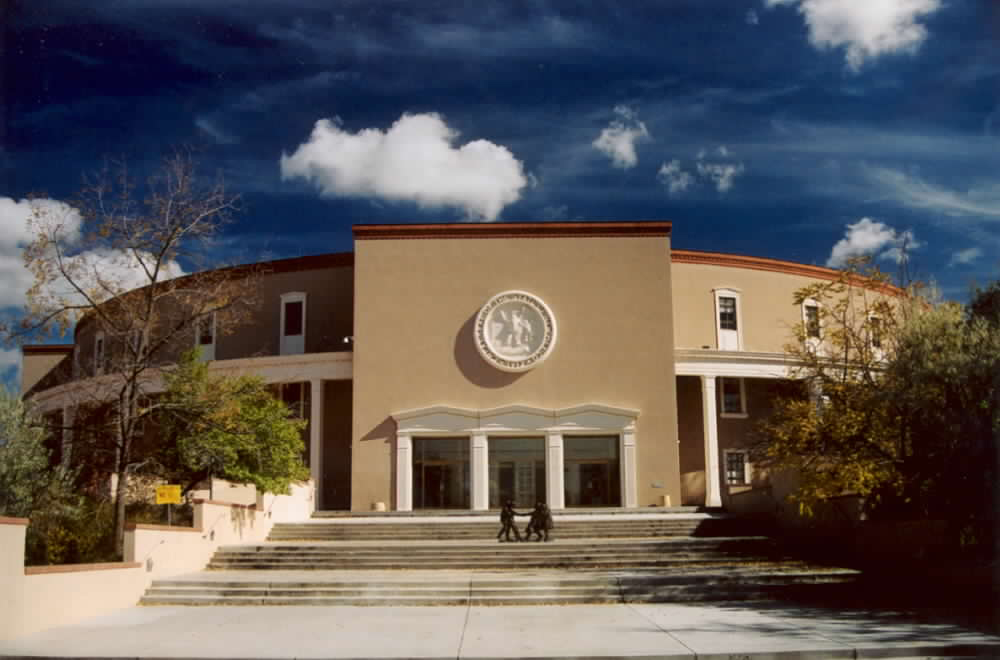
New Mexico State Capitol i Santa Fe är säte för New Mexicos legislatur.

De tio största städerna i New Mexico (2010). 
1. Albuquerque – 545 852
2. Las Cruces – 97 618
3. Rio Rancho – 87 521
4. Santa Fe – 75 764
5. Roswell – 48 366
6. Farmington – 45 877
7. Clovis – 37 775
8. Hobbs – 34 112
9. Alamogordo – 30 403
10. Carlsbad – 26 138

## Kultur

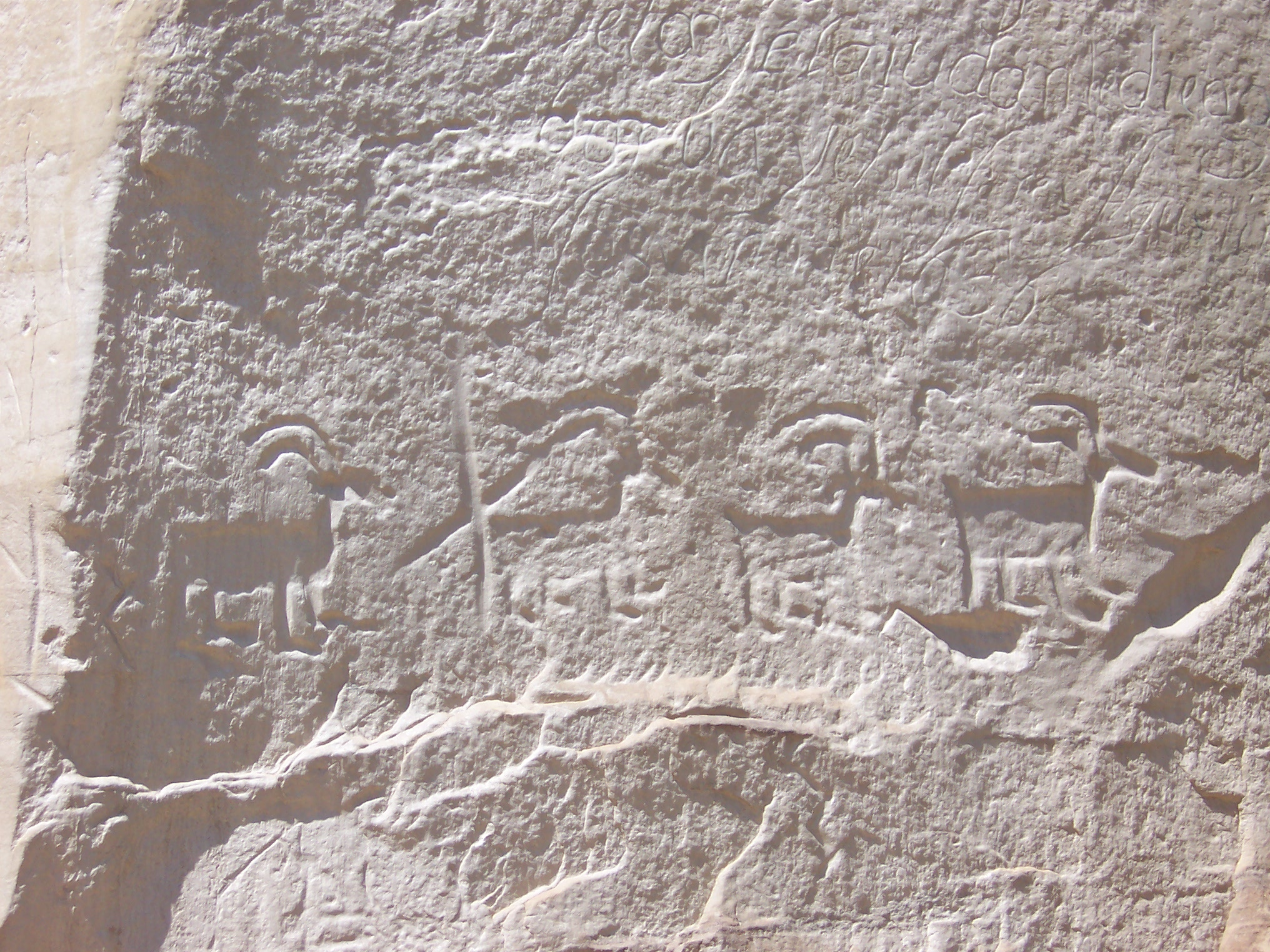
Ristningar vid El Morro

Några av delstatens museer är Albuquerque Museum of Art, History and Science som visar konst från ursprungsbefolkningen och från invandrare samt Aztec Museum and Pioneer Village i orten Aztec som är en återskapad cowboy-stad från 1880-talet. Utställningen i  Bradbury Science Museum i Los Alamos beskriver tillkomsten av atombomben, Fort Sumner i staden med samma namn är en fortifikation, International Space Hall of Fame i Alamogordo har utställningar om rymdfärder, International UFO Museum i Roswell beskriver historier om oidentifierat flygande föremål och Las Cruces Museum of Natural History i Las Cruces har kvarlevor från dinosaurier och mineraler.
Djurparken Rio Grande ligger i Albuquerque med djur från regnskogen samt den afrikanska savannen. I klippor konstruerade bostäder från Mogollonkulturen visas vid Gila Cliff Dvellings National Monument nära Silver City. Vid El Morro National Monument nära Grants hittas ristade teckningar från ursprungsbefolkningen. The Catwalk nära Glenwood är en vandringsled vid kanten av en kanjon. Stora grottor med kolonier av veckläppade fladdermöss är tillgängliga vid Carlsbad Caverns nationalpark. Fågelskådare besöker reservatet Bosque del Apache nära Socorro. En naturlig bassäng med namnet Blue Hole finns vid Santa Rosa.

## Kända personer födda eller bosatta i New Mexico
Följande kända personer har anknytning till New Mexico:
- Rudolfo Anaya, lärare och författare
- Fernando E. Cabeza de Baca, politiker
- Jeff Bezos, entreprenör
- William H. Bonney (Billy the Kid), laglös person
- Kit Carson, nybyggare och spanare
- Willa Cather, författare
- John Simpson Chison, boskapskötare och kämpe för lagstiftningen
- John Denver, musiker
- Pete Domenici, politiker
- Max Evans, författare
- Greer Garson, skådespelare
- R. C. Gorman, konstnär från navajofolket
- Adrian Grenier, skådespelare
- Neil Patrick Harris, skådespelare
- Tony Hillerman, författare
- Conrad Hilton, hotellägare
- Dolores Huerta, politiker i arbetarrörelsen
- Jean Babtiste Lamy, missionär
- Nancy Lopez, golfare
- Manuelito, ledare av navajofolket
- Bill Mauldin, karikatyrtecknare
- N. Scott Momaday, poet och författare
- Demi Moore, skådespelare
- John Nichols, författare
- Georgia O'Keeffe, målare
- Clyde Tombaugh, astronom
- Bobby Unser, racerförare
- Pablida Velarde, målare